# Aktivistenbewegung

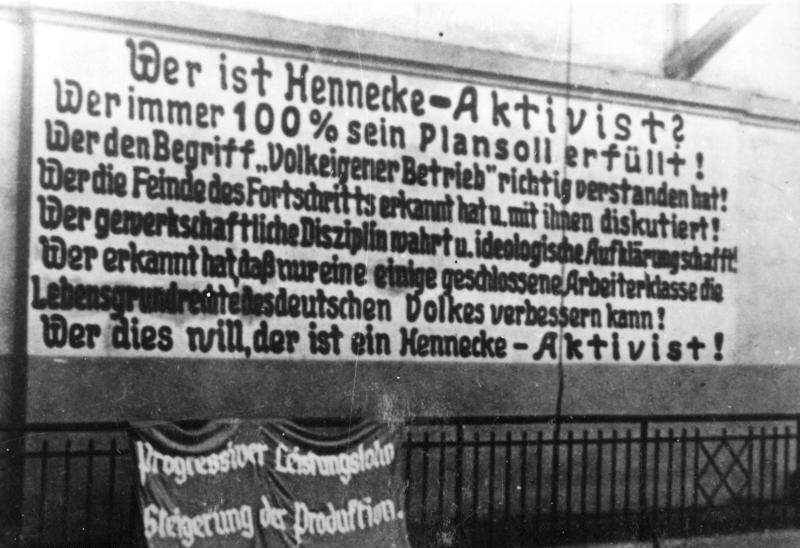
Propagandaplakat der Aktivistenbewegung (1948)

Die Aktivistenbewegung war eine staatlich propagierte Masseninitiative nach dem Vorbild der sowjetischen Stachanow-Bewegung zur Steigerung der Produktivität in der Sowjetischen Besatzungszone und der DDR.
Nach offizieller Darstellung in der DDR erreichte der Hauer Adolf Hennecke am 13. Oktober 1948 durch entsprechende Arbeitsvorbereitung und -organisation eine Tagesnorm von 387 %, wodurch er eine Massenbewegung zur Erreichung einer erhöhten Arbeitsproduktivität und infolgedessen immer besserer Voraussetzungen für eine planmäßige Verbesserung der Arbeits- und Lebensbedingungen ausgelöst haben soll.
Zeitgenössisch wurde die Aktivistenbewegung als neue, sozialistische Einstellung der Werktätigen zur Arbeit propagiert. Der 13. Oktober wurde in der DDR zum Jahrestag der bahnbrechenden Tat Adolf Henneckes stilisiert und fortan als Tag der Aktivisten gefeiert. Werktätige, die bei der Erfüllung des Planes außerordentliche Leistungen im Wettbewerb vollbrachten, wurden dafür mit dem staatlichen Titel Aktivist des Zweijahrplanes (1949 und 1950), Verdienter Aktivist (1951 und 1952), Aktivist des Fünfjahrplanes (ab 1953), Aktivist des Siebenjahrplanes (ab 1960) bzw. Aktivist der sozialistischen Arbeit (ab 1969) ausgezeichnet.
Ab 1952 wurde die Aktivistenbewegung auch auf den Handel ausgedehnt. Sie zielte auf höhere Produktivität und auf einen höheren Umsatz, diente der Verringerung der beträchtlichen Versorgungsmängel. Vorreiter war die 1948 gegründete Handelsorganisation, doch die Konsumgenossenschaften schlossen sich rasch an. Als erstes Vorbild diente die junge Moskauer Verkäuferin Sina Rybakowa, die für den sozialistischen Wettbewerb einzelner Geschäfte, verstärkte Fortbildung und politisch-gesellschaftliches Engagement eintrat. Nach dem Volksaufstand vom 17. Juni 1953 wurden vermehrt DDR-Aktivistinnen hervorgehoben, so etwa die Leipziger Verkaufsstellenleiterin Gretel Heinicke. Sie propagierte die Kochtopfmethode, die Kunden ein tägliches Rezept und die dazu erforderlichen Lebensmittel vorstellte. Der deutlich den Plan übererfüllenden Weberin Frida Hockauf schrieb die SED-Propaganda im Dezember 1953 den Spruch zu: „So wie wir heute arbeiten, werden wir morgen leben.“
Im Rahmen des initiierten sozialistischen Wettbewerbes wurden in anderen Bereichen ähnliche Anreize geschaffen, so etwa die Neuerer-, Rationalisatoren- und Erfinderbewegung.
Als nächsthöhere Stufe der Aktivistenbewegung wurde die sozialistische Gemeinschaftsarbeit propagiert, die die genannten Bewegungen miteinander verknüpfte und fortsetzte.

## Quelle/Literatur
- Ehlert/Joswig/Luchterhand/Stiemerling: Wörterbuch der Ökonomie Sozialismus. Dietz-Verlag Berlin 1969